# هانس هوقلند
هانس هوقلند (بالسويدية: Hans Höglund)‏ هو منافس ألعاب قوى سويدي، ولد في 23 يوليو 1952 في Mölndal ‏ في السويد، وتوفي في 4 أكتوبر 2012 في Sätila ‏ في السويد.

## وصلات خارجية
- هانس هوقلند على موقع الاتحاد الدولي لألعاب القوى (الإنجليزية)
- هانس هوقلند على موقع اللجنة الأولمبية الدولية (الإنجليزية)
- هانس هوقلند على موقع أوليمبيديا (الإنجليزية)
- هانس هوقلند على موقع اللجنة الأولمبية السويدية (السويدية)